# Герлі (Алабама)
Герлі (англ. Gurley) — місто (англ. town) в США, в окрузі Медісон штату Алабама. Населення — 801 осіб (2010).

## Географія
Герлі розташоване за координатами 34°42′9″ пн. ш. 86°22′28″ зх. д. / 34.70250° пн. ш. 86.37444° зх. д. (34.702471, -86.374330). За даними Бюро перепису населення США в 2010 році місто мало площу 9,11 км², з яких 9,11 км² — суходіл та 0,00 км² — водойми.

## Демографія
Згідно з переписом 2010 року, у місті мешкала 801 особа в 320 домогосподарствах у складі 214 родин. Густота населення становила 88 осіб/км². Було 372 помешкання (41/км²).
Расовий склад населення:
| - 76,3 % — білих - 17,1 % — чорних або афроамериканців - 1,7 % — корінних американців - 1,2 % — азіатів |

До двох чи більше рас належало 3,0 %. Частка іспаномовних становила 3,5 % від усіх жителів.
За віковим діапазоном населення розподілялося таким чином: 21,6 % — особи молодші 18 років, 63,4 % — особи у віці 18—64 років, 15,0 % — особи у віці 65 років та старші. Медіана віку мешканця становила 39,5 року. На 100 осіб жіночої статі у місті припадало 96,8 чоловіків; на 100 жінок у віці від 18 років та старших — 89,2 чоловіків також старших 18 років.
Середній дохід на одне домашнє господарство становив 40 441 долар США (медіана — 32 500), а середній дохід на одну сім'ю — 44 955 доларів (медіана — 35 536). Медіана доходів становила 47 143 долари для чоловіків та 29 688 доларів для жінок. За межею бідності перебувало 30,8 % осіб, у тому числі 36,1 % дітей у віці до 18 років та 8,0 % осіб у віці 65 років та старших.
Цивільне працевлаштоване населення становило 245 осіб. Основні галузі зайнятості: виробництво — 22,4 %, науковці, спеціалісти, менеджери — 13,1 %, освіта, охорона здоров'я та соціальна допомога — 12,7 %.

### Освіта
Серед населення 25 років і старше:
Середня освіта або вище: 66,1 %;

Ступінь бакалавра або вище: 7,5 %;

Вища або спеціальна освіта: 2,2 %.

### Злочинність
Насильницькі злочини — 1
Вбивства — 0;
Зґвалтування — 0;
Пограбування — 0;
Напади при обтяжуючих обставинах — 1.
Злочини проти власності — 3
Зломи — 2;
Крадіжки — 0;
Крадіжки автотранспортних засобів — 1;
Підпали — 0.

## Нерухомість
Розрахункова медіанна вартість будинку або квартири в 2009 році: $99 507 (у 2000: $65 300);
по Алабамі: $119 600.
Медіанна орендна плата в 2009 році: $334.

## Виноски
1. ↑  Річний дохід на особу, яка працювала на повну ставку. Оцінка в доларах 2015 року.